# Ulrich Schillinger
Ulrich Schillinger (nascido em 16 de fevereiro de 1945) é um ex-ciclista alemão que competiu no ciclismo nos Jogos Olímpicos de Verão de 1964, pela equipe Alemã Unida.